# Ford C2
Ford C2 — автомобильная платформа компании Ford, выпускающаяся с 2018 года. Устанавливается на компактные, среднеразмерные и полноразмерные автомобили, включая пикапы, внедорожники и кроссоверы. На платформу устанавливается торсионная балка или многорычажная задняя подвеска. В отличие от Ford C1, платформа устанавливается на автомобили с различными колёсными базами и ширинами колей. Все автомобили на платформе C2 оценены положительно.

## Продукция
- Ford Focus (C519; 2018 — настоящее время)
- Ford Escape/Kuga (CX482; 2019 — настоящее время)
- Ford Bronco Sport (CX430; 2020 — настоящее время)
- Ford Maverick (P758; 2021 — настоящее время)
- Ford Evos (2021 — настоящее время)
- Ford Mondeo (2022 — настоящее время)
- Ford Edge (2023 — настоящее время)
- Lincoln Corsair (CX483; 2019 — настоящее время)
- Lincoln Z (2022 — настоящее время)
- Lincoln Nautilus (2023 — настоящее время)

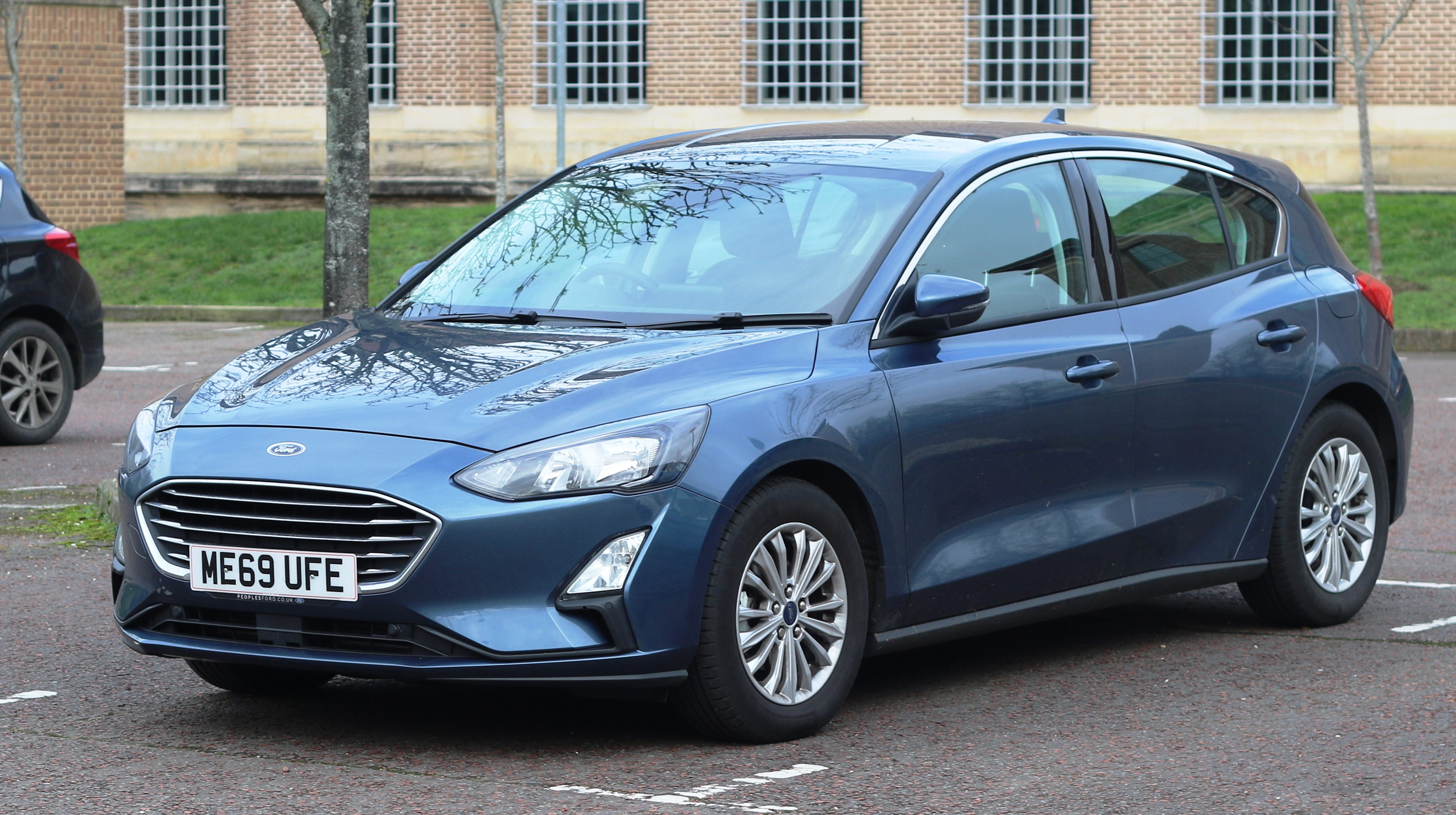
Ford Focus
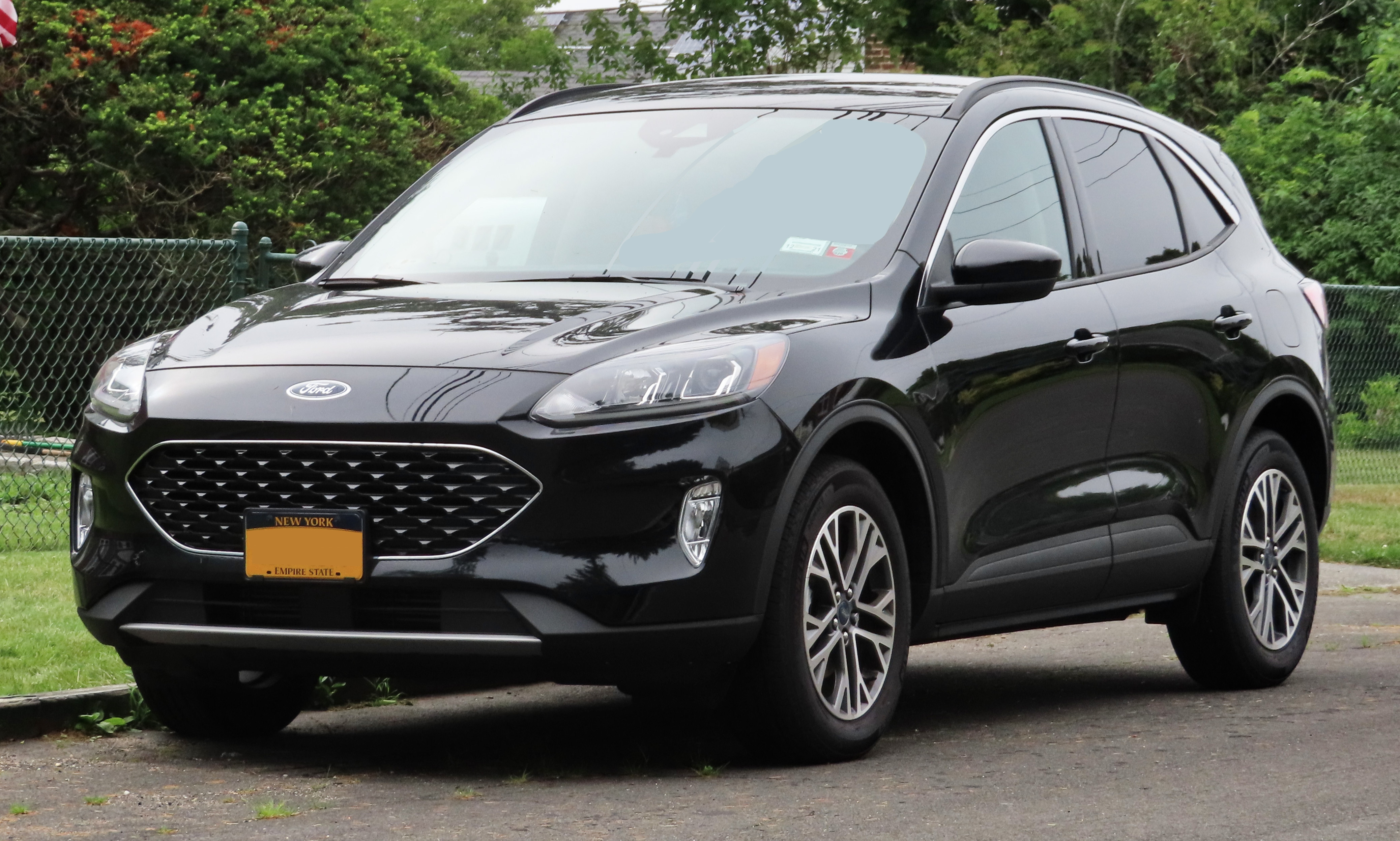
Ford Escape
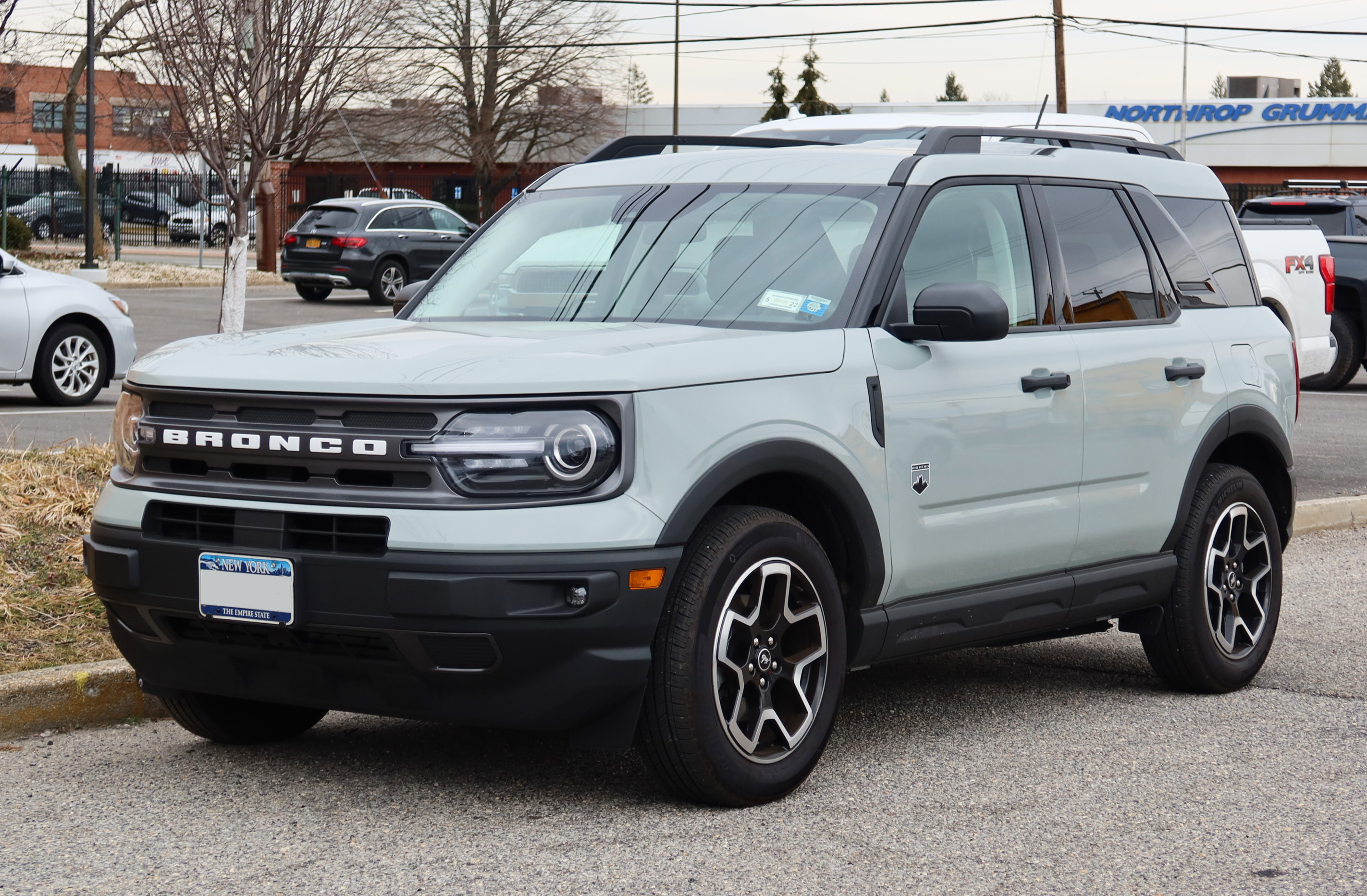
Ford Bronco Sport
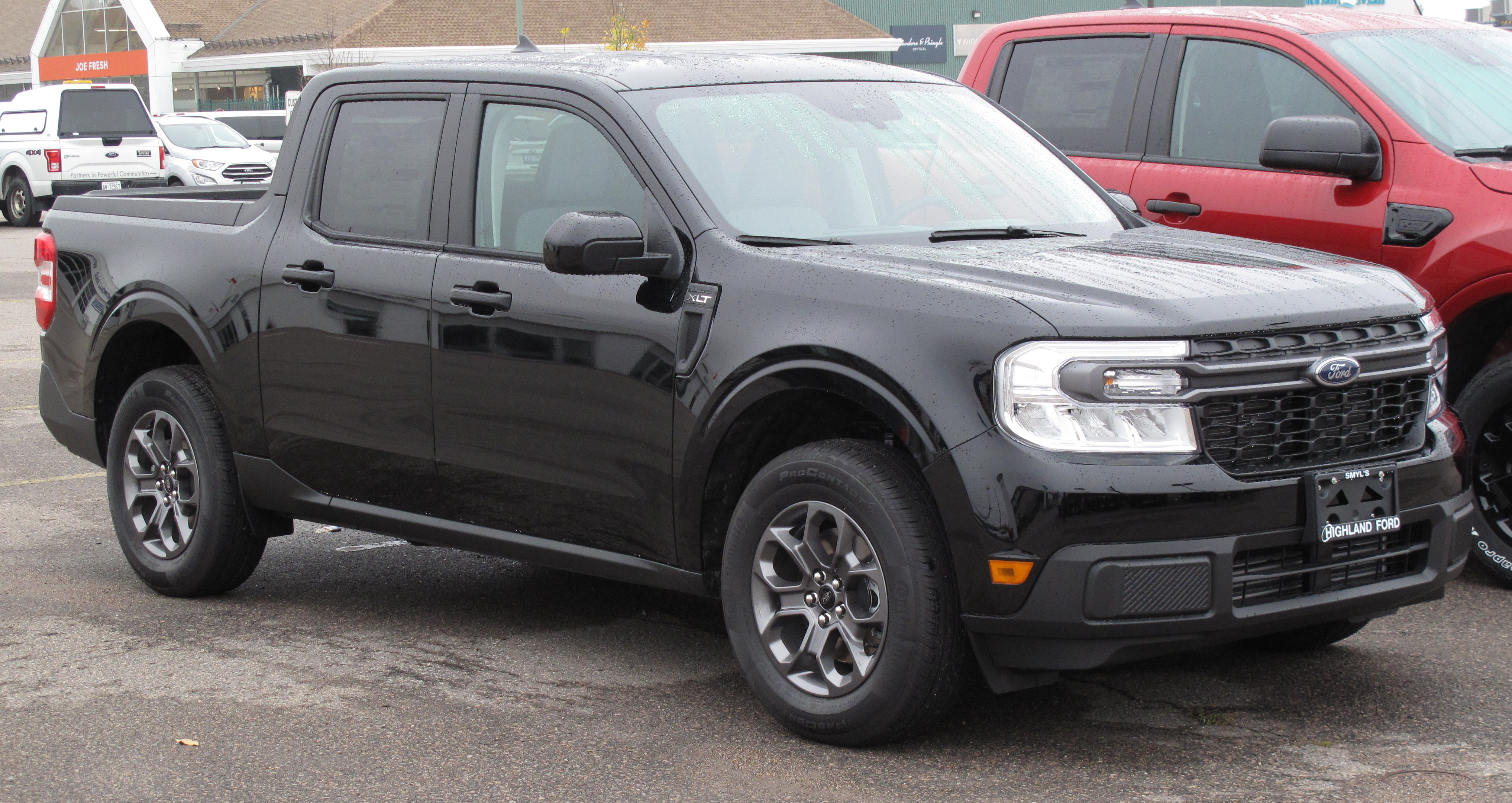
Ford Maverick
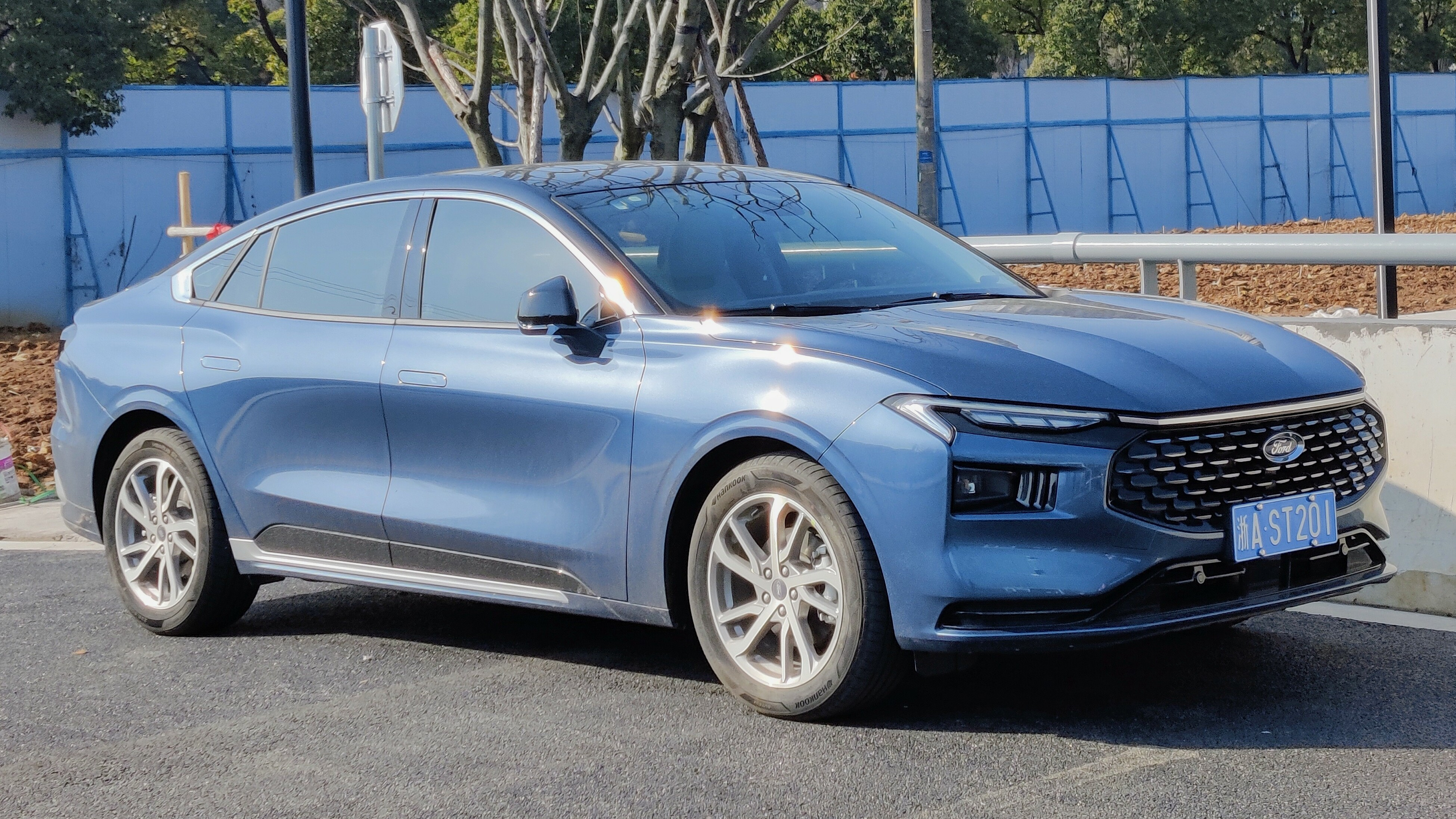
Ford Mondeo
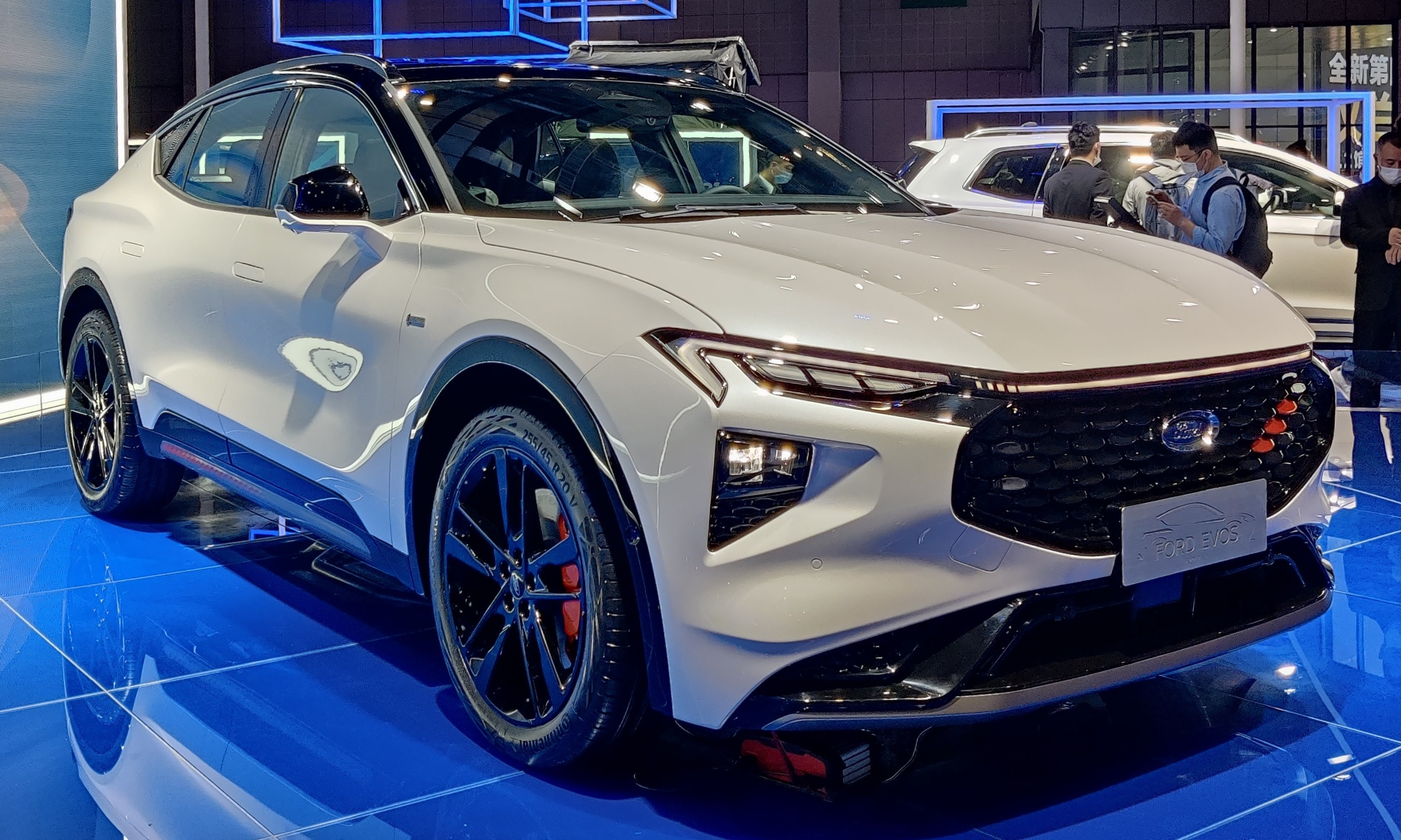
Ford Evos
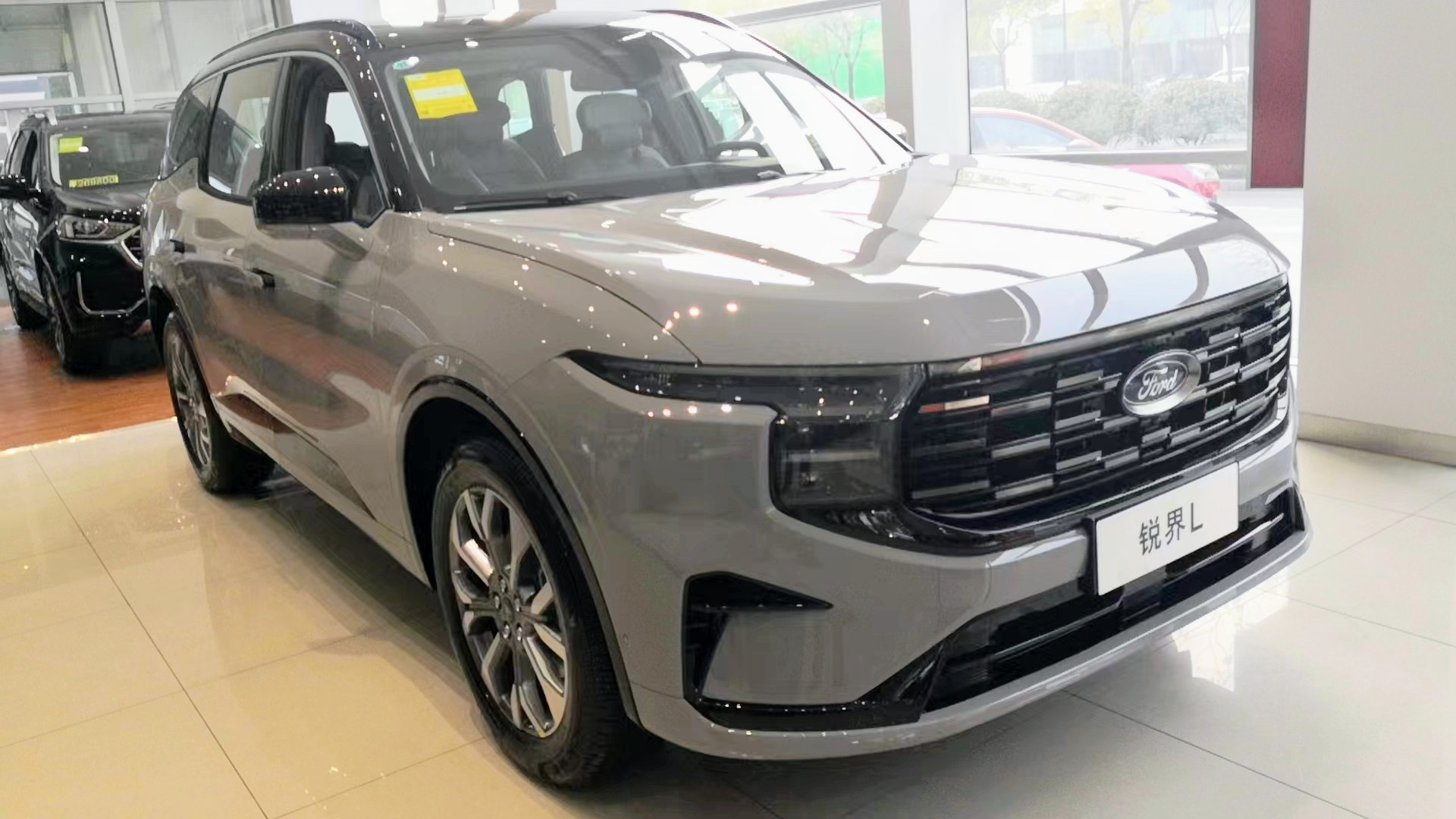
Ford Edge L
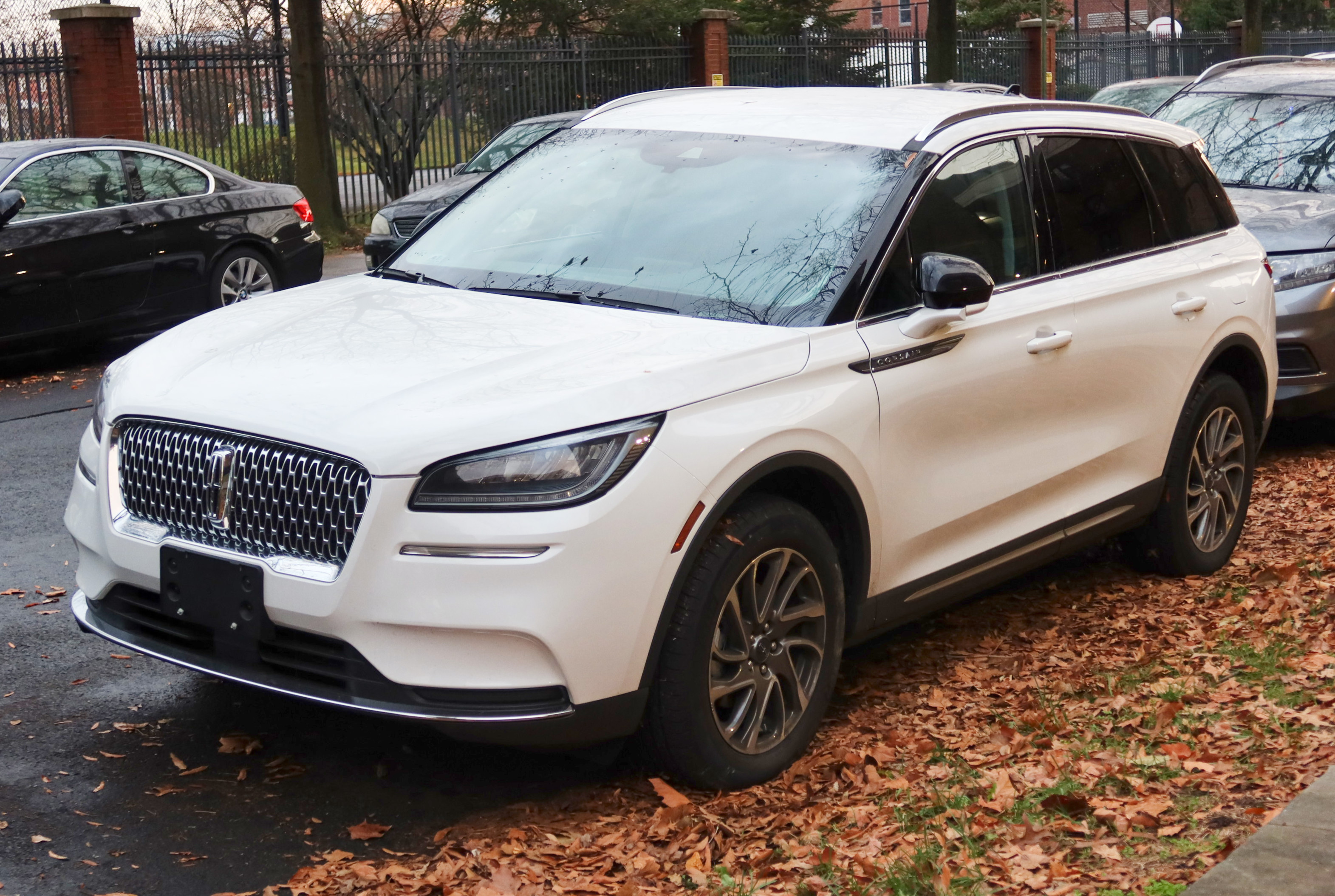
Lincoln Corsair
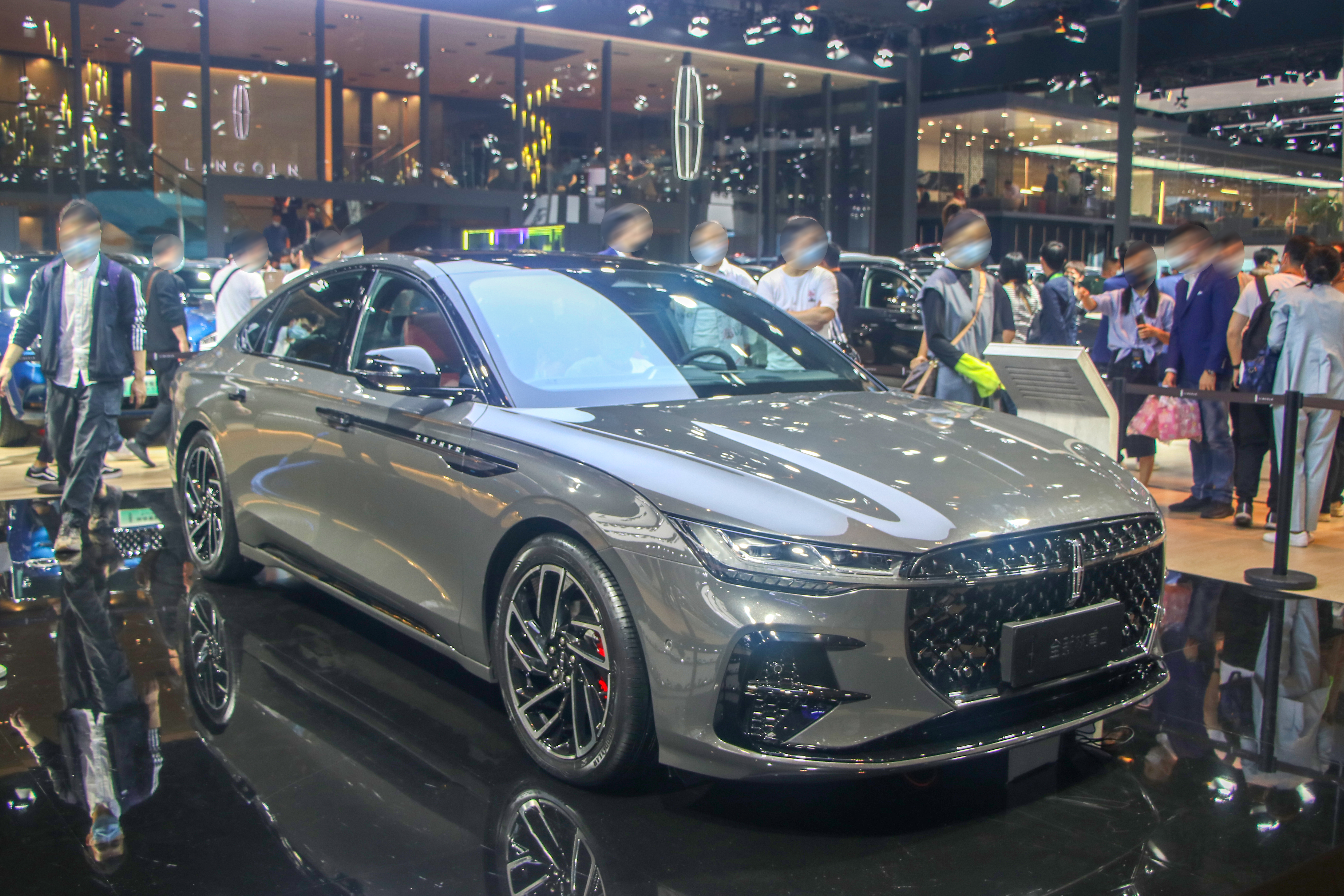
Lincoln Zephyr